# Victor Cabedo
Victor Cabedo Carda (16. juni 1989 – 19. september 2012) var en spansk cykelrytter. Han cyklede for de spanske hold Orbea Continental og Euskaltel-Euskadi. Han kørte sin første Grand Tour i 2012, da han gennemførte Giro d'Italia på en 129. plads. 
Under en træningstur den 19. september 2012, blev Cabedo påkørt af en bil, hvorefter han døde af sine kvæstelser.